# Paul Dano
Paul Dano, född 19 juni 1984 i New York, är en amerikansk skådespelare. 
Dano är uppväxt i Wilton, Connecticut. 2008 nominerades han till en BAFTA Award i kategorin Bästa manliga biroll för sin roll i There Will Be Blood.
Dano har svenska rötter via sin moder. Sedan 2007 har han varit i en relation med skådespelaren Zoe Kazan. De har en dotter, född i augusti 2018.

## Filmografi (i urval)
- 2000 – The Newcomers
- 2002 – The Emperor's Club
- 2004 – Taking Lives
- 2004 – The Girl Next Door
- 2004 – Light and the Sufferer
- 2005 – The King
- 2005 – The Ballad of Jack and Rose
- 2006 – Little Miss Sunshine
- 2006 – Fast Food Nation
- 2007 – Weapons
- 2007 – There Will Be Blood
- 2009 – Taking Woodstock
- 2009 – The Good Heart
- 2009 – Till vildingarnas land (röst)
- 2010 – Knight and Day
- 2010 – Meek's Cutoff
- 2011 – Cowboys & Aliens
- 2012 – Ruby Sparks
- 2012 – Being Flynn
- 2012 – Looper
- 2013 – 12 Years a Slave
- 2013 – Prisoners
- 2015 – Love & Mercy
- 2016 – Krig och fred (TV-serie)
- 2017 – Okja
- 2021 – The Guilty
- 2022 – The Batman
- 2022 – The Fabelmans
- 2023 – Mr. & Mrs. Smith (TV-serie)
- 2025 – The Wizard of the Kremlin